# 再見阿郎 (1999年電影)
《再見阿郎》是一部发行于1999年的香港電影，由杜琪峰執導，劉青雲、黃卓玲、林雪和黎耀祥等主演。刘青云凭借在此片中的出色表演，获得了第5届香港电影金紫荆奖最佳男主角奖。

## 劇情簡介
黑社會大哥阿郎（劉青雲飾）出獄沒多久便和計程車司機打架，之後與其中一人的舅父，亦是當地司警的九哥 (林雪飾) 結怨。阿郎出獄後曾到處找往日兄弟討舊債，但對方除了供給吃喝玩樂外，其餘皆不得要領。阿郎住在寡婦林小雪（黃卓玲飾）所經營的小酒店中，後者對他的行為不敢恭維，但卻發現他有顆善良之心，除了給她的小兒子帶來歡樂外，也幾次仗義替她們解圍，兩人漸生微妙感情。
後來阿郎到前妻處拿回自己的錢，竟被誣為搶劫。九哥聞訊趕至包圍，準備公報私仇，格殺無論。幸好寡婦及時趕到，才避免演變為悲劇。阿郎被判入獄三年，出獄後與愛人及她兒子移民葡萄牙，洗心革面，重新做人。

## 演出
| 演员   | 角色   | 簡要介紹           |
| ------ | ------ | ------------------ |
| 劉青雲 | 張東郎 | 黑社會大哥         |
| 黃卓玲 | 林小雪 | 國際飯店老闆       |
| 林雪   |        | 胖九。司警         |
| 黎耀祥 |        | 鹹蝦。張東郎手下   |
| 黃浩然 |        |                    |
| 羅永昌 |        | 計程車司機         |
| 艾威   |        | 脫牙寶。張東郎手下 |
| 曾小燕 |        | 阿花               |
| 陳惠   |        | 小惠               |
| 黃華和 |        | 隊長               |
| 羅靖庭 |        | 計程車司機         |